# Regierung des Fürstentums Liechtenstein

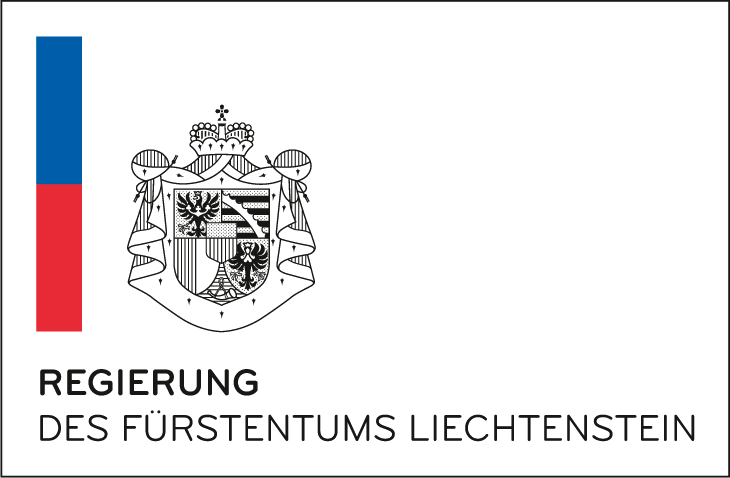
Logo der Regierung

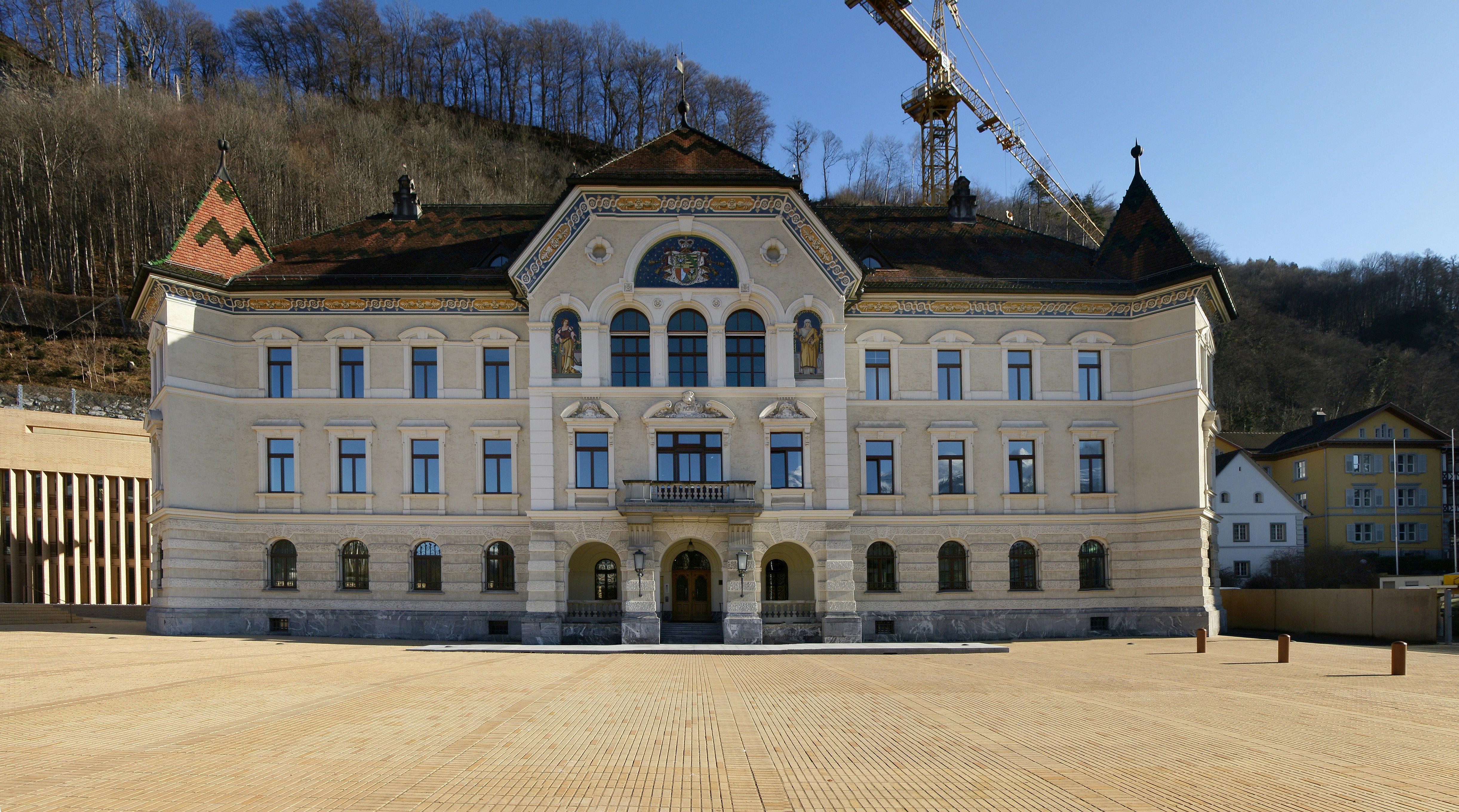
Das Regierungsgebäude in Vaduz

Die Regierung des Fürstentums Liechtenstein ist das oberste Exekutivorgan Liechtensteins. Diese als Kollegialorgan aus dem Regierungschef und vier Regierungsräten bestehende Regierung ist dem Landtag als höchstem Legislativorgan und zugleich dem Landesfürsten als Staatsoberhaupt verantwortlich. Sie wird für eine Dauer von vier Jahren vom Fürsten auf Vorschlag des Landtags ernannt. Ihren Sitz hat die Regierung im liechtensteinischen Hauptort Vaduz.
Aktuell besteht seit 10. April 2025 eine Regierungskoalition der beiden Parteien Vaterländische Union (VU) und Fortschrittliche Bürgerpartei (FBP) mit Brigitte Haas (VU) als Regierungschefin. Weitere Mitglieder der aktuellen Regierung sind Regierungschefin-Stellvertreterin Sabine Monauni (FBP), Regierungsrat Daniel Oehry (FBP), Regierungsrat Hubert Büchel (VU) und Regierungsrat Emanuel Schädler (VU).

## Geschichte
Betrachtet man die Regierung als vom Fürsten mit der Ausübung der unmittelbaren Exekutivgewalt beauftragtes Organ, so kann diese Funktion in verschiedenen Ämtern in der Entstehungsgeschichte des Fürstentums zurückverfolgt werden. Anfänglich kam diese Aufgabe in der Regel Einzelpersonen zu, später entwickelte sich ein ganzer Verwaltungsapparat um diese eingesetzten Vollzugsbeamten.

### Die Landammannverfassung des Mittelalters
Nachdem die im späten Mittelalter über das Gebiet des heutigen Liechtenstein herrschenden Brandiser Herren vom Kaiser das Recht erhalten hatten, ihre Gebiete selbständig zu verwalten und die Hohe Gerichtsbarkeit selbst auszuüben (die so genannten Brandisischen Freiheiten), bildete sich um 1500 die Landammannverfassung aus. Die wesentliche Kernaussage der Landammannverfassung räumte der Bevölkerung grosse Mitspracherechte an Regierung, Verwaltung und Rechtsprechung ein.
Jeder der beiden zu dieser Zeit existierenden Landschaften (im Süden die Grafschaft Vaduz, die dem heutigen Oberland entspricht und im Norden die Herrschaft Schellenberg, welche heute als Unterland bezeichnet wird) wurde vom Landesherrn ein aus den Reihen der Bevölkerung stammender Vorsteher zugeordnet. Dieser Vorsteher wurde von der wahlfähigen Bevölkerung auf Vorschlag des Landesherrn aus drei diesem für geeignet erscheinenden Persönlichkeiten gewählt. Der Landammann hatte – im Gegensatz zu dem als Vertreter des Landesherrn fungierenden Landesvogt – die wichtigeren Aufgaben innerhalb der Landschaft zu besorgen. So stand er beispielsweise während der Herrschaftszeit der Sulzer und Emser an der Spitze des Gerichts der Landschaft. Zudem war der Landammann der oberste Verwaltungsbeamte seiner Landschaft und übte in diesem Zug die Kontrolle über das Polizeiwesen und die Eintreibung der Steuern aus. Militärisch hatte er zudem das Aufgebot der Mannschaft zu besorgen, welcher er zugleich vorstand. Im 16. Jahrhundert betrug die Amtszeit der Landammänner üblicherweise zwei Jahre, später dauerte sie meist länger. Um 1800 wurden beispielsweise Amtszeiten von bis zu 15 Jahren nachgewiesen.

### Die Entwicklung zur absoluten Monarchie

Wappen des Hauses Liechtenstein

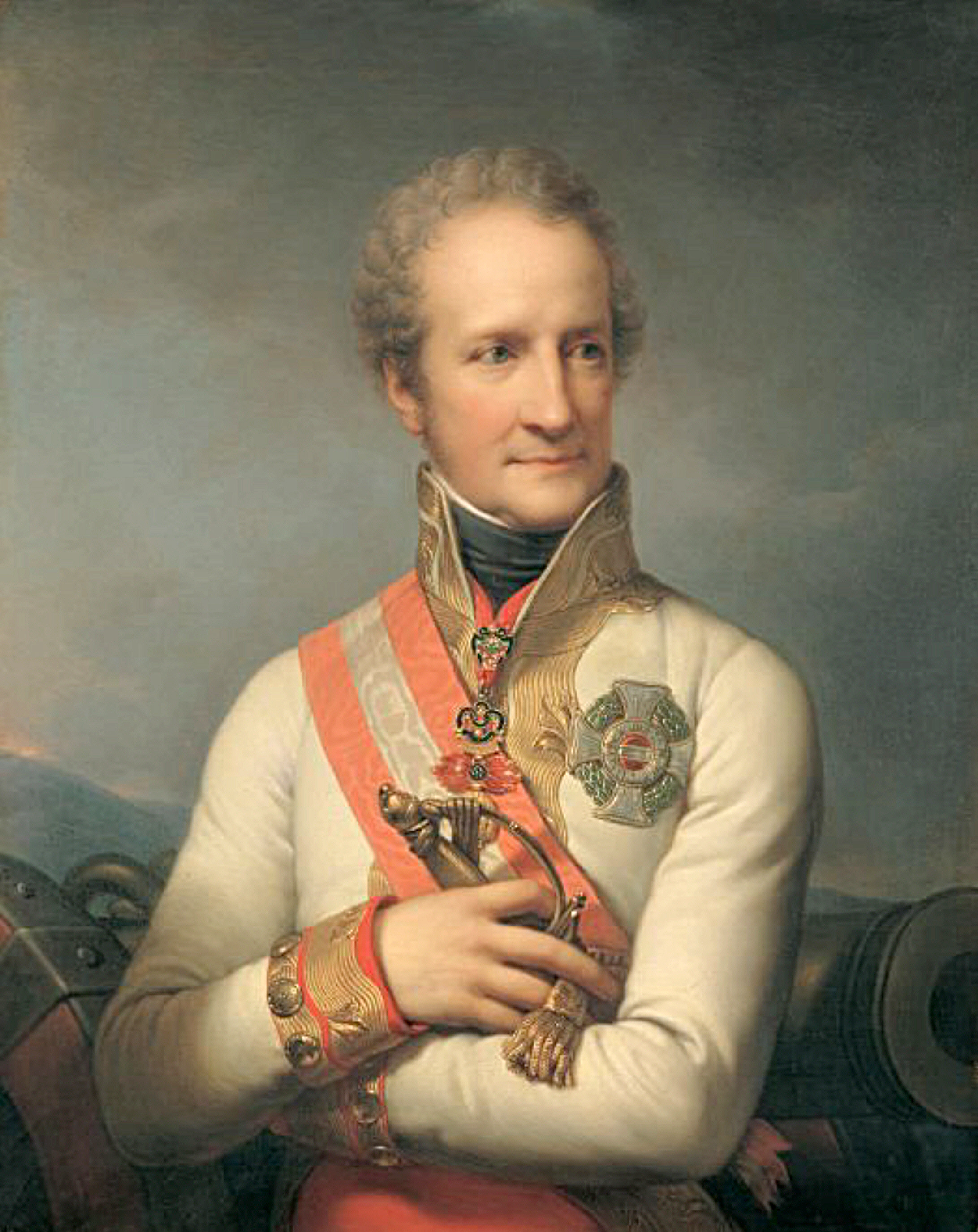
Fürst Johann I. Josef erliess 1818 die erste geschriebene Verfassung Liechtensteins

Nachdem Liechtenstein am 23. Januar 1719 vom Kaiser zum reichsunmittelbaren Fürstentum erhoben worden war, ging das Fürstenhaus von Liechtenstein sofort daran, den neuen Staat nach dem Gedankengut der absolutistischen Monarchie zu ordnen. Die Untertanen der beiden Landschaften huldigten dem neuen Landesherren jedoch erst am 5. September 1718, nachdem dieser zugesichert hatte, dass die Landammannverfassung in ihrer bestehenden Form weiterbestehen würde.
Dennoch war es das Bestreben des Fürstenhauses, die Macht der von der Bevölkerung gewählten Landammänner zu verringern und an ihrer statt Vertraute des Fürsten mit den Regierungs- und Verwaltungsbefugnissen auszustatten. Dies gestaltete sich als schleichender Prozess, obwohl die Landammannverfassung in ihren Grundzügen – mit einer Unterbrechung von 1720 bis 1733 – zunächst erhalten blieb. Nun kam erstmals ein ganzer Verwaltungsapparat an die Macht, der mit der heutigen Regierung eher vergleichbar ist als mit den Landammännern.
Das so genannte Oberamt, welchem der Landesvogt als Vertreter des Fürsten vorstand, wurde zur neuen Regierungsgewalt, auf die nach und nach Verwaltungs- und Justizaufgaben übergingen. Neben dem Landvogt, der das Oberamt leitete, gehörten diesem noch der Landschreiber, der der Kanzlei vorstand, und der Rentmeister, der die fürstlichen Güter des Landes verwaltete, an. Gemeinsam bildeten diese drei ein beschlussfähiges Regierungsorgan, welches dem absolut herrschenden Landesherrn unterstellt war. Der Landesvogt kann in seiner Funktion als unmittelbarer Berichterstatter an den Fürsten mit dem heutigen Regierungschef verglichen werden.
Endgültig abgeschafft wurde die Landammanverfassung erst mit der Erlangung der Souveränität Liechtensteins durch den Beitritt von Fürst Johann I. Josef zum Rheinbund im Jahr 1806. Damals galt überwiegend der Fürst, nicht der Staat, als Inhaber der Souveränität. Ein souveräner Fürst konnte sich in seinem Staat keine Volksrechte leisten, weshalb Johann I. in einer Dienstinstruktion an seinen Landvogt Schuppler vom 7. Oktober 1808 die endgültige und gänzliche Aufhebung der Landammannverfassung zum 1. Januar 1809 verfügte. Damit hatte das Land von 1809 bis zur Einführung der landständischen Verfassung 1818 überhaupt keine Verfassung.

### Einführung der landständischen Verfassung
Am 9. November 1818 erliess Fürst Johann I. aufgrund von Artikel 13 der Deutschen Bundesakte die erste geschriebene Verfassung des Fürstentums in Form einer landständischen Verfassung. Diese regelte in erster Linie die Zusammensetzung und die Aufgaben des sich aus den Landesständen zusammensetzenden Landtags. Da es in Liechtenstein allerdings weder Adel noch Städte gab, existierten de facto nur der Stand der Geistlichkeit und der Stand der Gemeindevorsteher und wohlhabenden Bürger. Regierungsverantwortung und Verwaltungsaufgaben blieben weiterhin in der Hand des Oberamts, das der Landesvogt gegenüber dem Fürsten vertrat.
Diese andauernde Unterdrückung der Mitbestimmung der Bevölkerung führte schliesslich im Revolutionsjahr 1848, als in nahezu ganz Mitteleuropa das Volk für mehr Mitbestimmungsrechte kämpfte, zu mehreren Wünschen an Fürst Alois II. Unter anderem sahen diese Forderungen die Abschaffung des Titels «Landvogt» vor. Wegen der im Jahr 1849 einsetzenden Reaktion lehnte der Fürst jedoch einen Grossteil der Forderungen ab, lediglich der Landvogt wurde in Landesverweser umbenannt. Erst mit dem Tod Alois II. am 12. November 1858 und der Regierungsnachfolge seines Sohnes Johann II. erhielt das Volk wieder mehr Mitbestimmung.

### Die konstitutionelle Monarchie

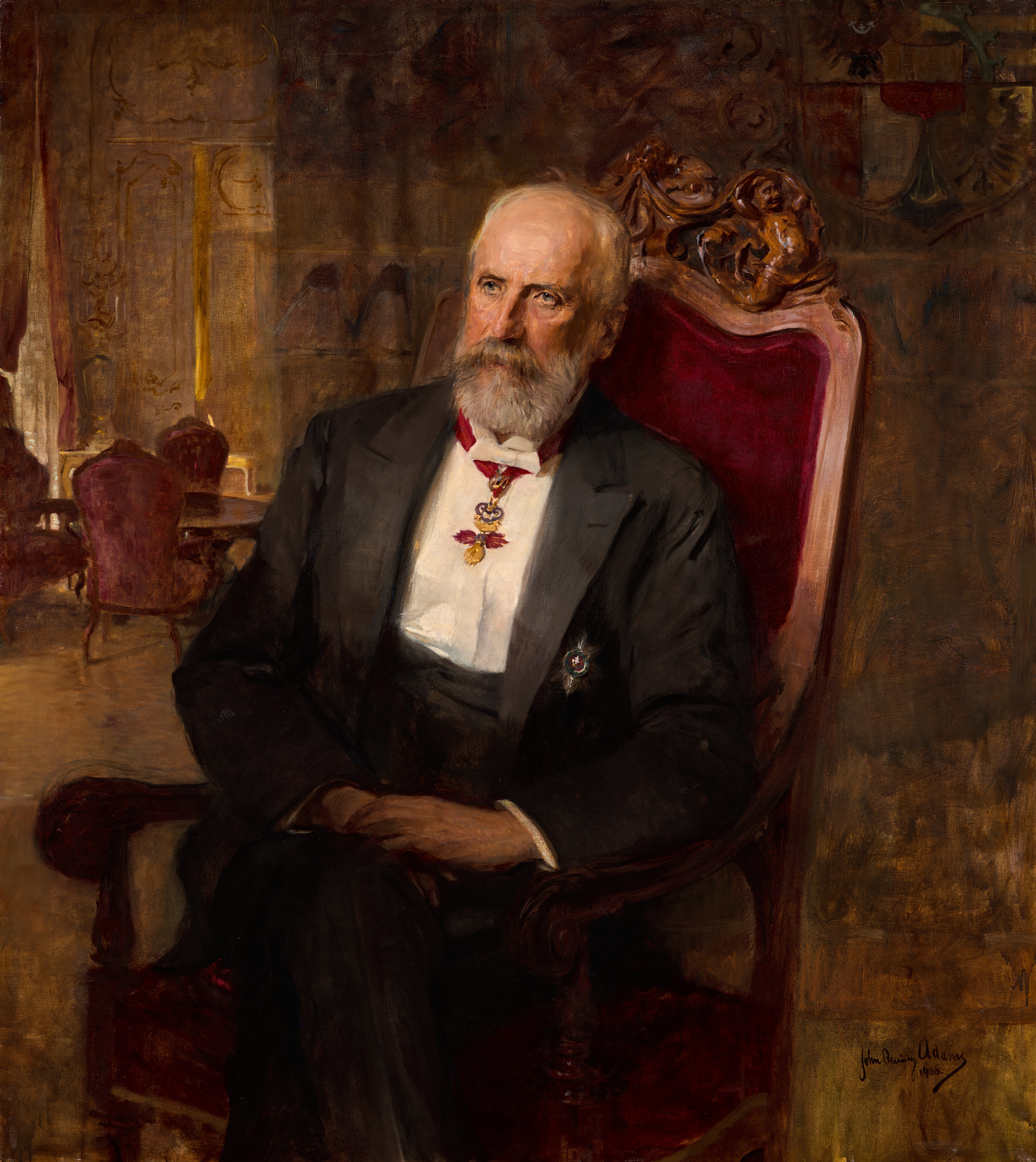
Fürst Johann II. bildete Liechtenstein zur konstitutionellen Monarchie um

Kurz nach seinem Regierungsantritt setzte Johann II. ein Verfassungskomitee ein, dem zwei liechtensteinische Bürger angehörten, um die landständische Verfassung in eine konstitutionelle Verfassung umzuarbeiten. Der Fürst proklamierte am 26. September 1862 den von diesem Komitee vorgelegten Entwurf als neue Verfassung. Sie sah vor, dass ein Landtag mit 15 Abgeordneten zukünftig an der Gesetzgebung beteiligt wird, wobei weiterhin alle Rechte der Staatsgewalt nominell beim Landesfürsten verblieben.
Die Regierung wurde vom Fürsten als Stellvertreter seiner selbst bestellt. Der Regierungschef wiederum war verpflichtet, dem Landtag bei jeder Sitzung eine Abrechnung über Einnahmen und Ausgaben vorzulegen. Zudem konnte der Landtag Beschwerden über die Verwaltungsorgane vorbringen und den Antrag auf «Anklage der verantwortlichen Staatsdiener wegen Verfassungs- und Gesetzesverletzung» stellen. Die Zusammensetzung der Regierung kam ebenfalls der Mitbestimmung durch das Volk zugute. So bestand sie aus dem Landesverweser und zwei Landräten. Diese Landräte wählte der Fürst für die Dauer von sechs Jahren aus der wahlfähigen männlichen Bevölkerung Liechtensteins. Da alle wichtigeren Entscheidungen im Regierungskollegium per Mehrheitsbeschluss angenommen werden mussten, war so gewährleistet, dass die Volksvertreter an diesen Entscheidungen entsprechend beteiligt waren.
Wie sich später herausstellte, wurde diese Regelung in der Praxis jedoch oft umgangen, indem die Landräte zu Regierungssitzungen nicht eingeladen wurden oder der Landesverweser aus der Ausnahme, dass «laufende Tagessachen sogleich vom Landesverweser erledigt werden» sollten, die Regel machte. So kam es, dass der Unmut in der Bevölkerung gegen diese konstitutionelle Verfassung zunehmend grösser wurde und sich schliesslich 1918 das Volk gegen diese Verfassung wendete.

### Demokratischer Umschwung und neue Verfassung

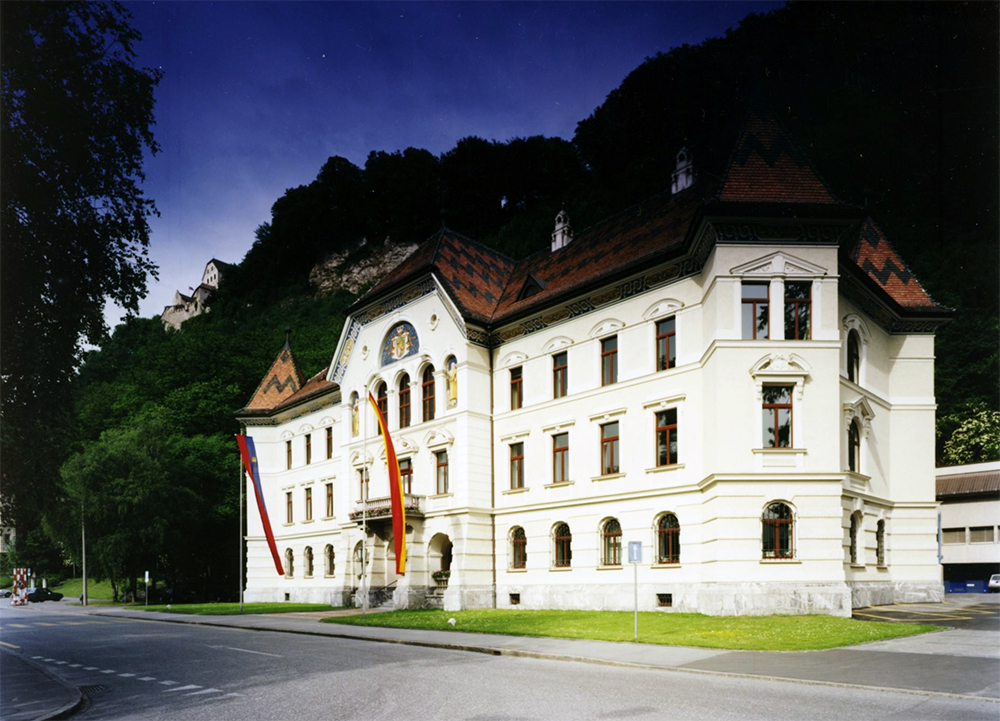
Das Regierungsgebäude vor dem Umbau

Der Umschwung hin zu mehr Mitbestimmung durch das Volk in Regierungsfragen vollzog sich in Liechtenstein in Form eines bei manchen Historikern als kleinen Putsch dargestellten Misstrauensvotums im Liechtensteinischen Landtag am 7. November 1918. Der zu dieser Zeit im Amt befindliche Landesverweser von Imhof war wenig beliebt, er hatte unter anderem Beschlüsse der liechtensteinischen Notstandskommission während des Krieges ignoriert. Das gegen ihn eingebrachte Misstrauensvotum wurde angenommen und sogleich mit zwölf zu drei Stimmen der fürstlichen Abgeordneten die Einsetzung eines «provisorischen Vollzugsausschusses» beschlossen. Unter Vorsitz von Martin Ritter übernahm dieser die Regierungsaufgaben. Landesverweser von Imhof sah die Wahl als gesetzmässig an und erklärte seinen Rücktritt. Da jedoch nur der Fürst den Landesverweser demissionieren konnte und da sich die Regierungsgewalt in Liechtenstein immer durch den Fürsten ableitet, wird dieser Vollzugsausschuss heute einhellig als Verfassungsbruch gewertet. Fürst Johann II. verhinderte ein Ausarten der Situation, indem er telegrafisch vom Rücktritt des Landesverwesers Kenntnis nahm und seinen Neffen Prinz Karl zum Landesverweser ernannte. Karl erhielt daraufhin das Vertrauen durch den Landtag ausgesprochen und der provisorische Vollzugsausschuss trat am 6. Dezember 1918 zurück.
Am 17. Dezember 1918 wurde mit Billigung des Fürsten ein Ausschuss zur Verfassungsrevision eingesetzt, welcher schliesslich unter der Führung des 1921 amtierenden Landesverwesers Josef Peer am 8. März 1921 das neue Verfassungswerk vorlegte. Dieses wurde mit minimalen Änderungen am 24. August vom Landtag angenommen und am 2. Oktober vom Fürsten sanktioniert. Seit dem 5. Oktober 1921, dem 81. Geburtstag Johanns II., ist diese Verfassung die staatstragende Verfassung des Fürstentums Liechtenstein. Die Regierung wird seitdem durch den Landtag gewählt und vom Fürsten vereidigt. Zunächst bestand das nur dreiköpfige Regierungskollegium aus dem Regierungschef und zwei Regierungsräten. Eine weitere Unterscheidung zur heutigen Regierung ist, dass die Regierungsräte eine Amtszeit von vier Jahren hatten, der Regierungschef hingegen sechs Jahre im Amt blieb. Eine echte Kollegialregierung kam damit erst mit der Verfassungsänderung am 3. Februar 1965 zustande. Diese wurde nötig, da der Regierungschef-Stellvertreter als vollwertiges Mitglied in die Regierung aufgenommen werden sollte. Um dennoch eine Mehrheitsbildung zu ermöglichen, wurde die Zahl der Regierungsräte auf drei angehoben, womit die neue Kollegialregierung aus fünf Personen bestand. Ebenso wurde die Amtszeit des gesamten Regierungskollegiums auf vier Jahre beschränkt.

## Rechtliche Einordnung

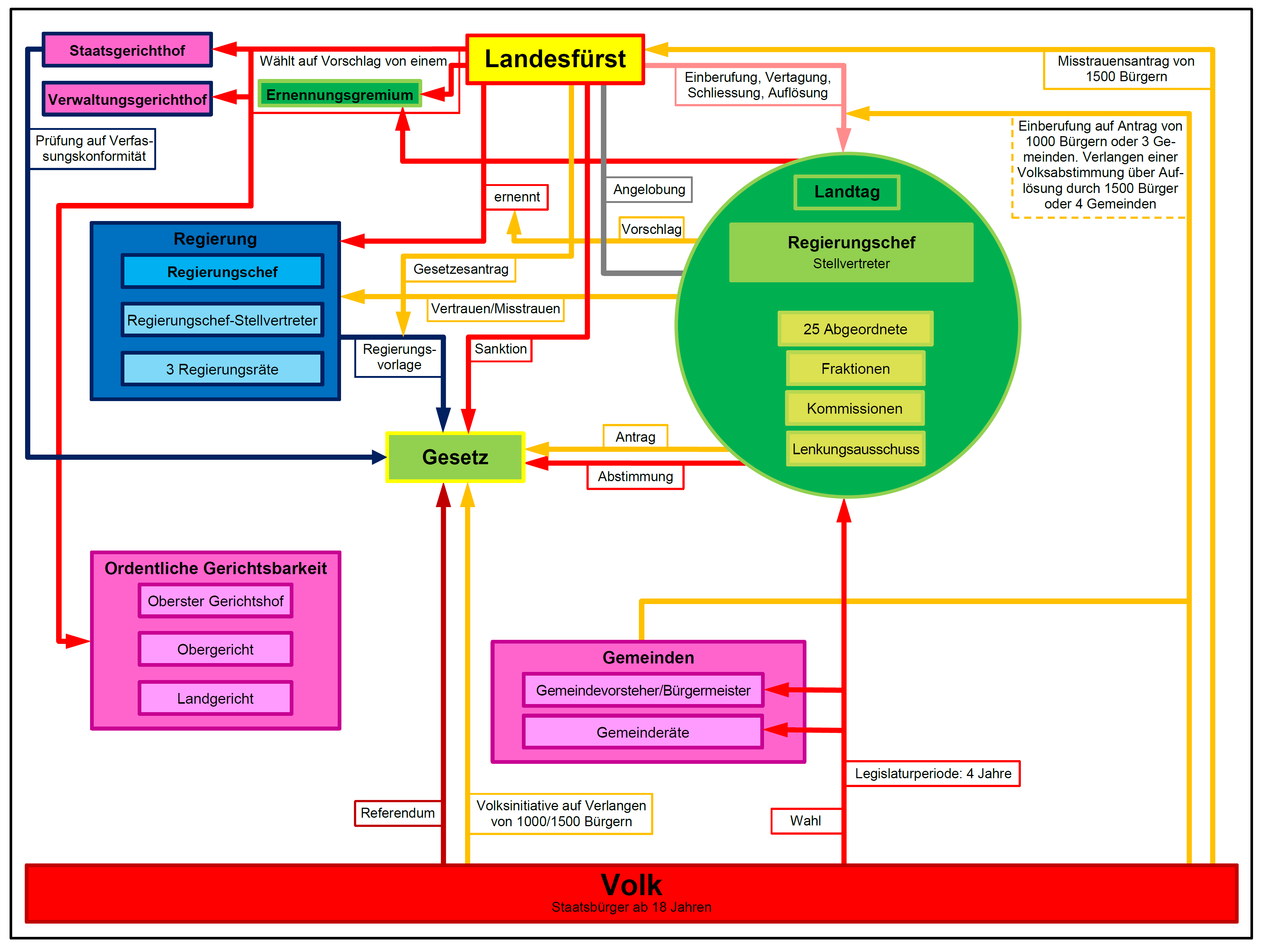
Die Regierung im politischen System Liechtensteins

Die Regierung Liechtensteins wird in der Verfassung des Fürstentums Liechtenstein im VII. Hauptstück behandelt und als zuständiges Organ für die gesamte Landesverwaltung eingesetzt. Sie ist laut Artikel 78 der Verfassung mit sämtlichen daraus folgenden Aufgaben vorbehaltlich des Vertrauens des Fürsten und des Landtags betraut. Die Regierung steht in der Regierungsgewalt erst an zweiter Stelle nach dem Fürsten oder einem von ihm ernannten Stellvertreter, der in der Regel die Besorgung der Amtsgeschäfte der von ihm eingesetzten Regierung überlässt.

### Bestellung und Ernennung
In erster Linie ergibt sich die Bestellung der Regierung Liechtensteins aus einem Vorschlag des Landtags, der beim Landesfürsten eingebracht wird. Dieser ernennt dann die einzelnen Mitglieder des Regierungskollegiums, wobei nur der Regierungschef seinen Diensteid in die Hände des Fürsten oder Regenten ablegt. Die anderen vier Regierungsräte werden gemeinsam mit den übrigen Staatsangestellten vom Regierungschef in Eid und Pflicht genommen.
Somit ist vor allem der Regierungschef als Vertreter der Kollegialregierung dem Fürsten verantwortlich und hat diesem regelmässig Bericht zu erstatten. Einer der Regierungsräte wird auf Vorschlag des Landtags vom Staatsoberhaupt zum Regierungschef-Stellvertreter ernannt und mit der Fortführung der Amtsgeschäfte im Falle einer Unpässlichkeit des Regierungschefs beauftragt. Wird eine Koalitionsregierung aus zwei politischen Parteien gebildet, ist es üblich, dass ein Mitglied der stärkeren Partei das Amt des Regierungschefs bekleidet und ein Mitglied derjenigen Partei, die in der Landtagswahl schwächer abgeschnitten hat, das Amt des Regierungschefs-Stellvertreters übernimmt.
Wegen des Zusammenspiels von Parlament und Staatsoberhaupt bei der Ernennung der Regierung und der Vorgabe der Verfassung, dass die Regierung und ihre einzelnen Mitglieder das Vertrauen von Landtag und Landesfürst geniessen müssen, würde ein Wechsel zu einem System mit Volkswahl weitreichende Änderungen nach sich ziehen. Ein von der Opposition eingebrachtes Postulat zur Direktwahl der Regierung durch das Volk wurde deshalb vom Landtag am 7. April 2022 abgeschrieben. Am 25. Februar 2024 stimmte die Stimmbevölkerung Liechtensteins über ein Initiativbegehren zur Abänderung der Verfassung vom 5. Oktober 1921 (Einbezug des Volkes bei der Bestellung der Regierung) ab. Die Stimmberechtigten entschieden dabei über die Frage, ob die Regierungsmitglieder direkt vom Volk gewählt werden sollen. Mit einem Nein-Anteil von 68 Prozent wurde dies abgelehnt.

### Vertrauen und Absetzung
Die Regierung steht im Vertrauen des Landtags als Gesetzgebende Gewalt und des Landesfürsten als Staatsoberhaupt. Nur durch das Vertrauen beider gemeinsam wird dem Regierungskollegium durch die Verfassung die Landesverwaltung übertragen. Verliert die Regierung als Ganzes das Vertrauen von Landesfürst oder Landtag (im Zuge eines Misstrauensvotums), so erlischt die Befugnis zur Amtsausübung. Der Landesfürst kann in diesem Fall eine Übergangsregierung benennen, welche sich innerhalb von vier Monaten dem Landtag in einer Vertrauensabstimmung stellen muss. Wird innerhalb dieser vier Monate eine neue Regierung durch den Fürsten auf Vorschlag des Landtags eingesetzt, entfällt die Vertrauensabstimmung.
Wenn ein einzelnes Mitglied der Regierung das Vertrauen des Fürsten oder des Landtags verliert, dann muss der Beschluss über den Verlust der Amtsbefugnisse einvernehmlich zwischen dem Legislativorgan und dem Staatsoberhaupt getroffen werden. In diesem Fall führt der Stellvertreter des betreffenden Regierungsmitglieds dessen Ressorts bis zur erneuten Ernennung eines Regierungsmitglieds weiter.

### Sonderstellung des Regierungschefs
Obgleich der grösste Teil der Aufgaben der Regierung vom gesamten Regierungskollegium übernommen wird, geniesst der Regierungschef eine herausragende Stellung innerhalb des selbigen. Dies ist zum einen durch seine Funktion als Vorsitzender des Kollegiums begründet und andererseits durch seine besondere Beziehung dem Fürsten gegenüber. Diese besondere Stellung wird dadurch herausgehoben, dass der Regierungschef als einziges Mitglied der Regierung vom Fürsten in Amt und Pflicht genommen wird.
Im Kollegium der Regierung entscheidet der Regierungschef bei Stimmengleichheit durch sein Votum. Darin liegt im Einzelfall eine gewisse Machtposition, da besonders in Koalitionsregierungen Meinungsverschiedenheiten entscheidende Auswirkungen auf Regierungsbeschlüsse haben können. Die Mehrheitspartei, die in der Regel den Regierungschef stellt, kann somit in solchen Fällen ihre Meinung durchsetzen. Zum anderen obliegt dem Regierungschef die Überwachung aller Geschäftsgänge der Regierung und die Anweisung zum Vollzug von Regierungsbeschlüssen. Er tritt somit nach aussen und insbesondere gegenüber dem Landtag als Vertreter der Gesamtregierung auf.
Besonders herausgehoben aus dem Kollegium der Regierungsmitglieder wird der Regierungschef durch seine Stellung dem Landesfürsten (oder dem amtsführenden Regenten) gegenüber. Gemäss der Verfassung hat er dem Fürsten über alle von diesem auf die Regierung übertragenen Aufgabenbereiche – das umschliesst den gesamten Bereich der Exekutivgewalt – Vortrag zu halten und Bericht zu erstatten. Zudem hat der Regierungschef die ihm vom Fürsten übertragenen Geschäfte zu besorgen und kann diesen bei offiziellen Anlässen vertreten und repräsentieren. Die bedeutendste Heraushebung des Vorsitzenden der Regierung wird dadurch deutlich, dass dieser sämtliche Gesetze und die vom Fürsten ausgehenden Erlässe, Verordnungen und Resolutionen gegenzeichnen muss.

## Aufgaben und Pflichten
In der rechtswissenschaftlichen Literatur werden die Aufgabengebiete der Regierung des Fürstentums Liechtenstein im Allgemeinen viergeteilt. Der grösste Aufgabenbereich der Regierung umfasst die Verwaltung des Landes, während die anderen Bereiche eher untergeordneter Natur sind.

### Verwaltungsaufgaben

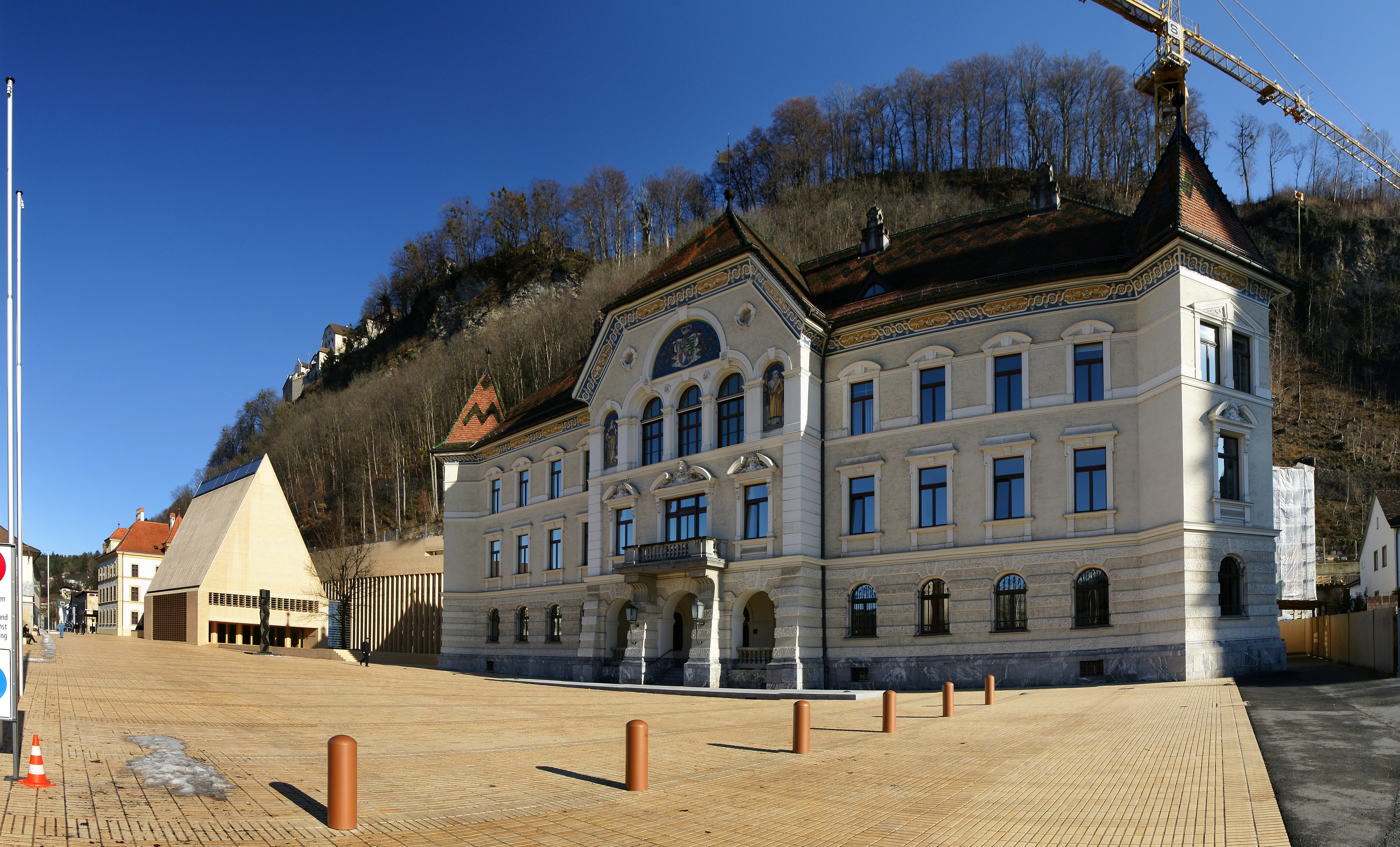
Das Regierungsgebäude mit dem Landtagsgebäude im Hintergrund

Nach Artikel 78 der Liechtensteinischen Verfassung wird die Regierung mit der Ausführung der gesamten Landesverwaltung beauftragt. Dies schliesst sämtliche exekutiven Aufgaben ein und beinhaltet die Ausführung von fürstlichen Erlassen, Verordnungen und Gesetzen des Liechtensteinischen Landtags. Dabei ist das Kollegialorgan, vertreten durch den Regierungschef, dem Landtag und dem Landesfürsten verantwortlich. Verliert sie das Vertrauen von einem der beiden, so können die gesamte Regierung oder einzelne Mitglieder dieser entlassen werden. (Siehe Abschnitt Vertrauen und Absetzung)
Aufgrund der Fülle von Aufgaben, die mit diesem Auftrag verbunden sind, ist die Regierung allerdings des Weiteren berechtigt, eingegrenzte Teilbereiche ihrer Arbeit an einzelne Amtspersonen, Amtsstelle oder besondere Kommissionen zu übergeben. Diese werden von der Regierung mit der Durchführung und der Verwaltung beauftragt und von selbiger kontrolliert und beaufsichtigt. Zusätzlich können zur Besorgung wirtschaftlicher, sozialer und kultureller Aufgaben per Gesetzesbeschluss besondere Körperschaften, Anstalten und Stiftungen des öffentlichen Rechts eingerichtet werden, welche unter Oberaufsicht der Regierung stehen. Die Liechtensteinische Landesverwaltung (LLV) ist der für die Regierung bedeutsamste solche Behördenapparat. In dieser werden die Aufgabengebiete der Regierung nach Ministerien gegliedert.

### Mitwirkung an der Rechtsprechung
Im Zuge der Rechtsprechung ist die Regierung die erste Beschwerdeinstanz bei verwaltungsrechtlichen Beschwerden gegen Verwaltungsakte der Gemeinden sowie der ihr unterstellten Kommissionen. Zudem hat die Regierung die Oberaufsicht über die ordentlichen Gerichte. Sie beaufsichtigt also die Justizverwaltung und übt die Dienstaufsicht aus, hat jedoch keinerlei Kontrollrecht über Gerichtsurteile.

### Mitwirkung an der Gesetzgebung
An der materiellen Gesetzgebung ist die Regierung aufgrund des ihr zustehenden Verordnungsrechts aktiv beteiligt. Daneben tritt die Regierung als Einbringerin von fürstlichen Initiativen im Landtag auf und greift somit in die Gesetzgebung ein. Im Weiteren haben der Regierungschef und der Regent jegliche vom Landtag beschlossenen Gesetze gegenzuzeichnen und damit zu ratifizieren. Lediglich administrative Tätigkeiten kommen der Regierung bei der Begutachtung von Gesetzesvorlagen des Landtags, der Mitwirkung bei Volksinitiativen und Referenden sowie der Kundmachung im Landesgesetzblatt zu.

### Restliche Regierungsfunktionen
Unter den restlichen Regierungsfunktionen werden im Allgemeinen all jene Funktionen zusammengefasst, welche nicht durch die anderen drei Aufgabenbereiche abgedeckt werden. Dazu gehört etwa die Erstattung des Rechenschaftsberichts über die Amtstätigkeit an den Landtag und der Vollzug von «rechtlich zulässigen Aufträgen» von Fürst und Landtag. Zudem sind in diesem Bereich die Präsidialfunktionen anzusiedeln, die nur vom Regierungschef oder seinem Stellvertreter wahrgenommen werden können und etwa die Besorgung der vom Fürsten unmittelbar übertragenen Geschäfte beinhalten.

## Zusammensetzung
Die Verfassung sieht für die Regierung einen Regierungschef, einen Regierungschef-Stellvertreter, der gleichzeitig Regierungsrat ist, und drei weitere Regierungsräte vor. Jedem Mitglied der Regierung wird grundsätzlich ein Stellvertreter zugeordnet, wobei die Stellvertretung des Regierungschefs in der Regel vom Regierungschef-Stellvertreter wahrgenommen wird. Die Regierungsräte werden im Falle ihrer Abwesenheit von den zusätzlich bestellten Stellvertretern vertreten.
Es ist vorgesehen, dass der Regierung stets jeweils mindestens zwei Mitglieder aus einem der beiden Landesteile (Oberland und Unterland) angehören. Deren Stellvertreter müssen ebenfalls aus demselben Landesteil stammen.

### Wählbarkeit
Um vom Landtag für die Regierung vorgeschlagen zu werden, muss ein Kandidat liechtensteinischer Staatsbürger sein, das 18. Lebensjahr vollendet haben und in Liechtenstein wohnhaft sein. Dies sind die allgemeinen Voraussetzungen des passiven Wahlrechts im Fürstentum.
Bis zum Jahr 2003 war ein zusätzliches Erfordernis für die Wahl in die Regierung, dass die vorgeschlagene Person ein „gebürtiger Liechtensteiner“ sein musste. Die Bezeichnung als gebürtiger Liechtensteiner war insofern problematisch, als dass dieser Begriff in der rechtswissenschaftlichen Literatur unterschiedlich ausgelegt wird. Während zum Beispiel Ludwig Marxer in seiner Dissertation betont, dies könne nur auf in Liechtenstein Geborene zutreffen, schreiben die meisten anderen Juristen von der Voraussetzung des Erwerbs der Staatsbürgerschaft bei der Geburt (dies kann im Fall einer Geburt im Ausland durch liechtensteinische Eltern der Fall sein).

### Ressortaufteilung
Die Bezeichnungen und die Aufteilung der einzelnen Regierungsressorts ändern sich in nahezu jeder neuen Amtsperiode. Die Einrichtung der einzelnen Ministerien wird von der Regierung in der Geschäftsordnung festgelegt, welche im Verordnungsweg erlassen werden kann. Das Ressort Präsidium untersteht generell dem Regierungschef. Meistens übernimmt dieser zusätzlich die Finanzangelegenheiten der Regierung im Ressort Finanzen.

### Regierungsformen
Von 1938 (erste Koalitionsregierung angesichts des drohenden Zweiten Weltkriegs) bis 1993 waren im Liechtensteinischen Landtag nur die beiden Grossparteien Fortschrittliche Bürgerpartei (FBP) und Vaterländische Union (VU) vertreten. Diese bildeten bis 1997 durchgehend eine Regierungskoalition, was zu einer europaweit einzigartigen Situation im Regierungssystem führte. Während die Mehrheitspartei im Landtag in der Regierung die Mehrzahl der Mitglieder stellte, fungierte die Minderheitspartei nämlich in der Regierung als Minderheitspartner und im Landtag als Oppositionspartei.
Erst im April 1997 fand diese Koalitionsregierung mit der Bildung einer Alleinregierung durch die VU ein Ende. Diese stellte von 1997 bis 2001 alle Mitglieder der Regierung. Umgekehrt konnte die FBP von 2001 bis 2005 eine Alleinregierung etablieren und liess damit erneut den alten Regierungspartner aussen vor. Seit 2005 existiert wieder eine Koalition aus FBP und VU, welche zunächst von der FBP unter Otmar Hasler, dann ab 2009 unter der Leitung von VU-Regierungschef Klaus Tschütscher geführt wurde und ab 2013 wiederum mit FBP-Regierungschef Adrian Hasler an der Spitze bestand. Von 2021 bis 2025 wurde die Koalitionsregierung von Daniel Risch (VU) geführt, seit 2025 von Liechtensteins erster weiblicher Regierungschefin Brigitte Haas (VU).

### Aktuelle Zusammensetzung
| Amt                             | Name             | Partei | Ministerium                                   |
| ------------------------------- | ---------------- | ------ | --------------------------------------------- |
| Regierungschefin                | Brigitte Haas    | VU     | Ministerium für Präsidiales und Finanzen      |
| Regierungschef-Stellvertreterin | Sabine Monauni   | FBP    | Ministerium für Äusseres, Umwelt und Kultur   |
| Regierungsrat                   | Daniel Oehry     | FBP    | Ministerium für Infrastruktur und Bildung     |
| Regierungsrat                   | Hubert Büchel    | VU     | Ministerium für Inneres, Wirtschaft und Sport |
| Regierungsrat                   | Emanuel Schädler | VU     | Ministerium für Gesellschaft und Justiz       |